# Panzergroppen
Die Panzergroppen (Agonidae) sind kleine Knochenfische, die in den küstennahen Meereszonen der Arktis, des Nordatlantik, des Nordpazifik und des südlichen Südamerika bis in Tiefen von 1000 Metern vorkommen.

## Merkmale
Sie haben einen mit Knochenplatten gepanzerten, in den meisten Fällen langgestreckten Körper  und werden maximal 30 Zentimeter lang. Die Fische haben mindestens eine, meist aber zwei kurze Rückenflossen, die erste mit 2 bis 21 Hartstrahlen, die zweite mit 4 bis 14 weichen Flossenstrahlen. Die Afterflosse hat 4 bis 28 Strahlen, die verkümmerten Bauchflossen eine harte und zwei weiche Flossenstrahlen, die Schwanzflosse zehn bis zwölf. Die Bauchflossen sind kehlständig. Eine Schwimmblase fehlt. Panzergroppen haben 34 bis 47 Wirbel. Die Anzahl der Branchiostegalstrahlen liegt bei fünf bis sechs. Bei den Larven und pelagischen Jungfischen sind die Schuppen als Stacheln ausgebildet. Man kann die Tiere fossil seit dem unteren Eozän nachweisen.
Zu den Panzergroppen gehört als bekannteste und einheimische Art der Steinpicker (Agonus cataphractus) aus Nord- und Ostsee.

## Systematik
Die Panzergroppen werden in acht Unterfamilien 25 Gattungen und fast 60 Arten unterteilt.
- Unterfamilie Hemilepidotinae, 1 Gattung, 6 Arten
- Unterfamilie Seeraben (Hemitripterinae), 3 Gattungen, 8 Arten
- Unterfamilie Hypsagoninae, 3 Gattungen, 7 Arten
- Unterfamilie Bathyagoninae, 3 Gattungen, 9 Arten
- Unterfamilie Bothragoninae, 1 Gattung, 2 Arten
- Unterfamilie Anoplagoninae, 3 Gattungen, 5 Arten
- Unterfamilie Agoninae, 6 Gattungen, 13 – 15 Arten
- Unterfamilie Brachyopsinae, 6 Gattungen, 9 Arten